# 猪甘津橋
猪甘津橋（いかいつのはし）は、『日本書紀』に記述されている橋。後継の橋は存在していないが、文献で登場する木造橋としては日本最古。

## 概要

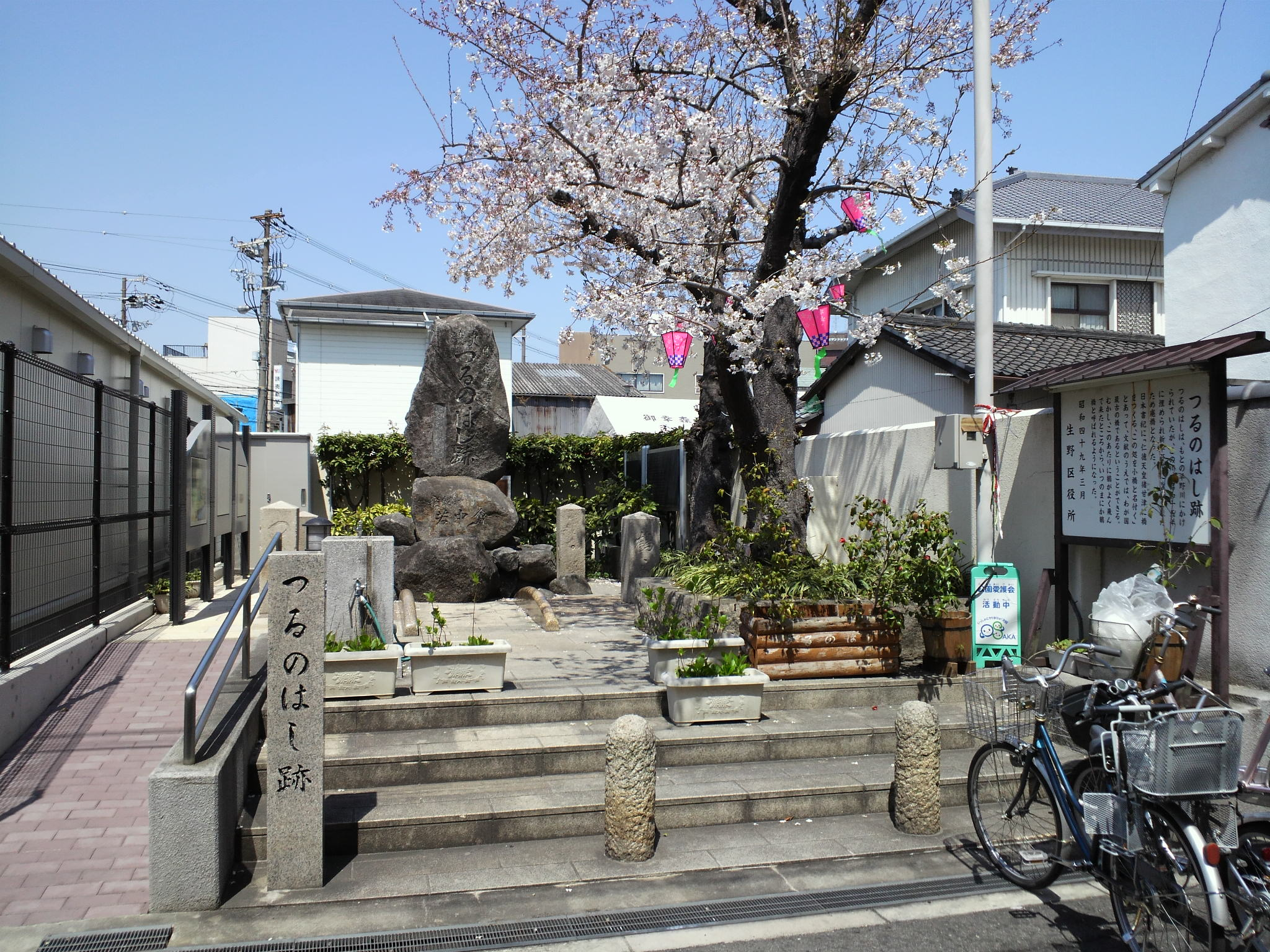
つるのはし跡公園

『日本書紀』の仁徳天皇14年（326年?）の条に「猪甘津に橋わたす」との記述があり、少し北に「小橋の江」と呼ばれた入江があり、入江に半島のように突き出ていた上町台地の東側に沿って百済川（旧・平野川）が注ぎ込み、河口付近に「猪甘津」と呼ばれた港が栄えていた。
橋のあった場所については諸説あるが、猪飼野（現・大阪市生野区桃谷付近）の百済川に架けられていたものと推定されている。
この場所には江戸時代以降、旧平野川のこの橋に鶴が良く飛んできていたので鶴橋（つるのはし）と命名されてきた橋が架けられていた。だが、昭和15年（1940年）に河川改修工事のため川は埋め立てられ、つるの橋はなくなったが、1952年（昭和27年）に橋が存在した場所（桃谷三丁目）に「つるのはし跡」の記念碑が建てられた。
平安時代前期の歌人、小野小町がこの橋を詠んだといわれる歌があり、江戸時代の寛政年間（1789 - 1801年）に出版された『摂津名所図会』に載っている。だが、『小町歌集』には記載がないため幻の歌だといわれている。